# Abbazia di Santa Maria Maddalena in Armillis
L'abbazia monumentale di Santa Maria Maddalena in Armillis è un'importante abbazia che si trova in prossimità della Costiera amalfitana, e precisamente nel comune di Sant'Egidio del Monte Albino, di cui è chiesa madre. L'abbazia appartiene alla Diocesi di Nocera Inferiore-Sarno  ed è retta da padre Massimo Staiano. Conta circa 2800 fedeli.

## Storia
Con molte probabilità, il primo luogo di culto della comunità di Sant'Egidio fu un piccolissimo monastero, sorto, tra l'VIII e il XI secolo, ad opera di alcuni monaci benedettini e ricavato all'interno di un vano con pianta quadrilatera - oggi in zona ipogea - che, in origine, doveva essere il criptoportico di una villa romana risalente al periodo augusteo (I secolo a.C. – I secolo d.C.).
Il primo documento, in cui si fa riferimento alla presenza del monastero - in cui, tra l'altro, si apprende che era dedicato a Sant'Egidio (monasterio vocabulo sancti egidii) - è una donazione, risalente all'anno 1113, da parte del principe Giordano II di Capua all'abate della chiesa di S. Trifone di Ravello.
Tale donazione fu confermata nel 1231 con un Diploma dell'Imperatore Federico II di Svevia, nel quale, per la prima volta, si fa menzione della chiesa di Sant'Egidio e Santa Maria Maddalena (Ecclesiam Sancti Egidii et Sancte Marie Magdalene).
Tale chiesa, edificata probabilmente in sovrapposizione rispetto al monastero, fu abbattuta alla fine del Quattrocento a causa delle sue precarie condizioni statiche.

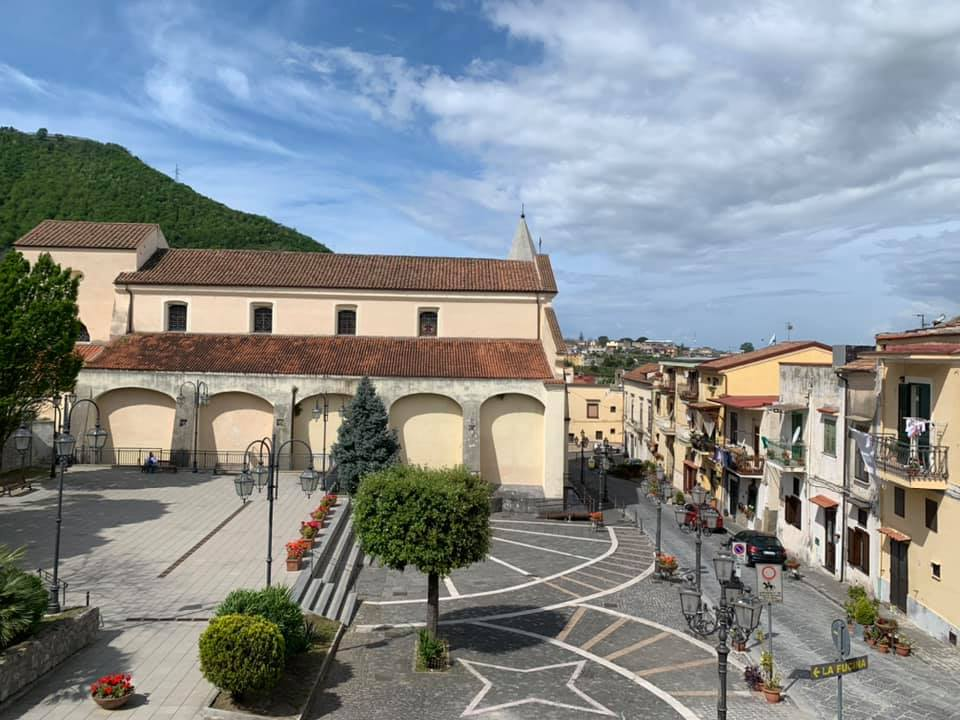
L'Abbazia vista da Piazza Ferrajoli

In sostituzione della vecchia chiesa e inglobandone in qualche punto i resti (zona del campanile), a partire dal 1506 e fino al 1542, fu costruito l'edificio nuovo, che, tranne modeste variazioni (l'apertura di due porte laterali sul prospetto principale, la riduzione delle due navate laterali, avvenuta nella prima metà del XVIII secolo per far posto all'attuale sacrestia e ad un altro locale, la realizzazione del portale in pietra vulcanica sulla porta principale, e la demolizione per motivi statici, avvenuta nella seconda metà dell'Ottocento, dell'ultimo piano del campanile), è rimasto praticamente immutato.

## Architettura
La chiesa, il cui impianto è quello della basilica latina, ha una lunghezza di 38,55 metri ed una larghezza di 23,00 metri ed è composta da tre navate. La navata centrale, coperta da un tetto, nascosto alla vista da un'incannucciata piana, è leggermente più lunga delle due navate laterali per la presenza dell'abside, sormontato da una cupola a base circolare, poggiante su quattro archi.
Le navate laterali coperte, invece, da una serie di cupolette a croce, si fermano all'altezza dell'altare maggiore ed ospitano - tutti ornati da tele - undici altari (cinque nella navata destra e sei in quella sinistra), alcuni dei quali rivestiti di marmi di pregevole fattura.

## L'arte

### Epoca medievale
Nell'ipogeo, oltre alla volta affrescata con figure di stelle, anche se molto deteriorato, è possibile ammirare un affresco risalente al XIII secolo definibile come “un episodio di pittura cortese”; nell'affresco è raffigurato il Miracolo di Sant'Egidio e della cerva, così come è descritto nella Legenda aurea di Jacopo da Varaggine (1228-1298).Sempre nell'ipogeo fu rinvenuto un frammento di affresco, Sant'Egidio o San Nicola (sec. XIII?), collocato nel 1927 nel muro sud della sagrestia.

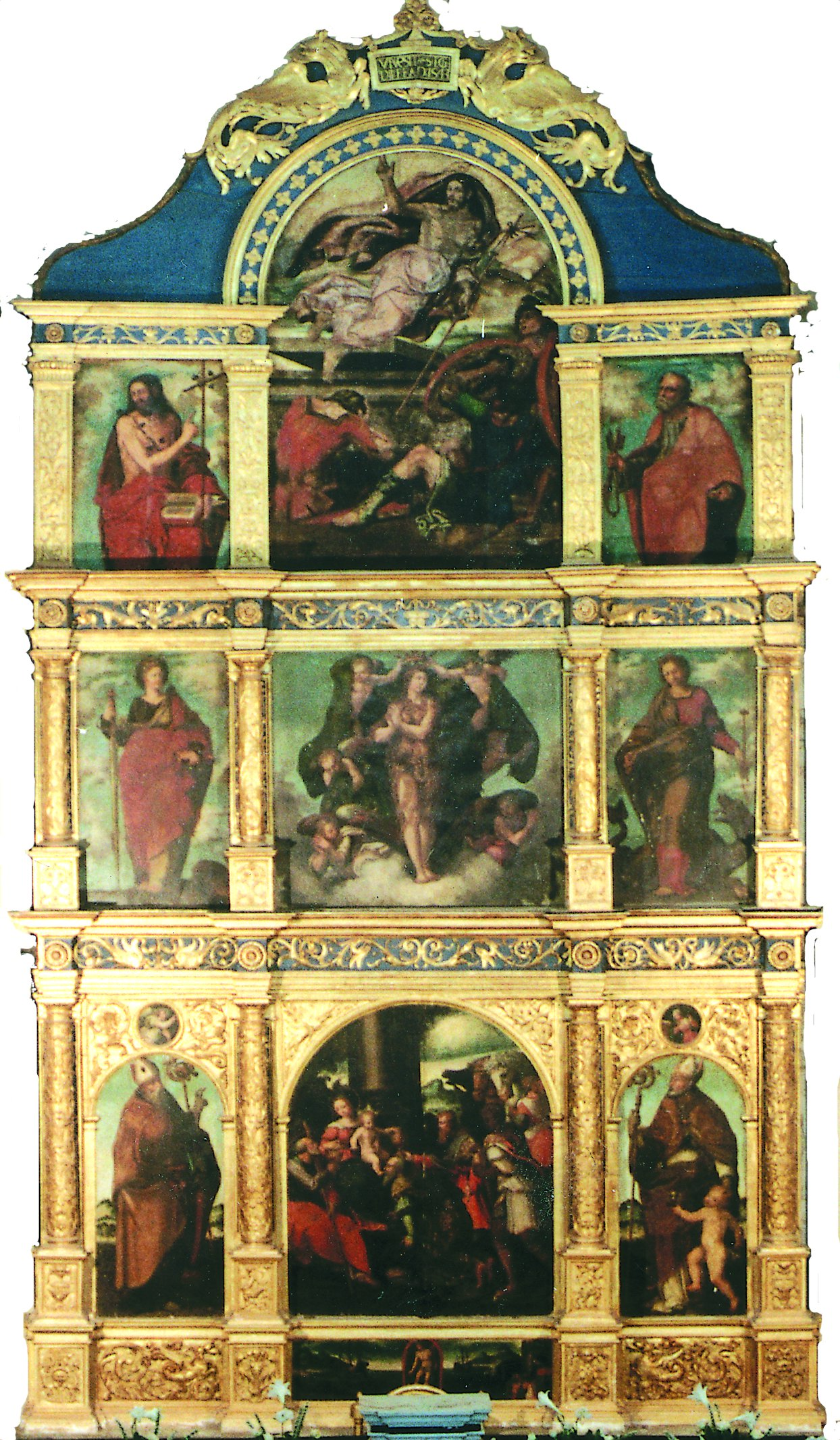
Polittico di Giovan Lorenzo Firello (1540-43). Altare Maggiore dell’Abbazia di Santa Maria Maddalena in Sant’Egidio del Monte Albino

Dell'antica chiesa, invece, oltre ad una pala lignea del XV secolo, raffigurante una Madonna in trono e Santi ed oggi situata in sagrestia, si conserva un importante affresco nel cavedio del campanile raffigurante la Maddalena e la Crocifissione (XIV secolo).

### Dal Rinascimento al 1800

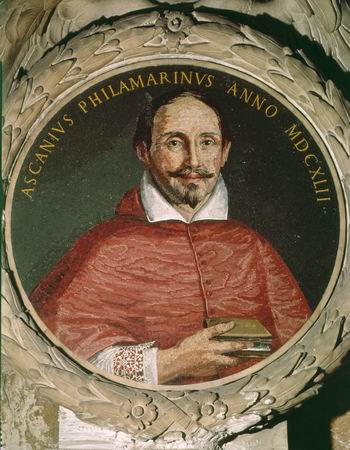
Ritratto del cardinale Filomarino ad opera di Giovan Battista Calandra, Chiesa dei Santi Apostoli, Napoli.

Sulla facciata esterna, con un grandioso ciclo di affreschi, databile al XVI secolo, sono rappresentate scene della vita di San Nicola e della predicazione della Maddalena.
Coevo, ma all'interno, dove è collocato nell'abside dietro l'altare maggiore, l'imponente polittico a nove tavole, realizzato tra il 1540 ed il 1543 dal pittore Giovan Lorenzo Firello. 
Nei secoli successivi, sia ad opera di potenti e ricche congreghe, sia per iniziativa di alcune facoltose famiglie locali, che detenevano il patronato sugli altari minori, la chiesa si arricchì delle opere di importanti artisti.
È il caso, ad esempio, del quadro della Madonna del Rosario, al quale lavorò - per quel che riguarda in particolare il volto della Madonna - il pittore seicentesco Luca Giordano.
È ancora il caso del quadro delle Anime del Purgatorio, eseguito, sul finire del Seicento da Angelo Solimena, e dell'altare di San Nicola, progettato, agli inizi del Settecento, da Francesco Solimena, ed arricchito da una tela di Giovan Antonio D'Amato.
Risale, poi, al 1707,  il quadro di Sant'Anna e Sant'Ignazio di Loyola, opera del pittore napoletano Nicola Malinconico, allievo di Luca Giordano, ed, infine, al 1821 la tela della Deposizione del pittore atellano Tommaso De Vivo.

## Palazzo Abbaziale

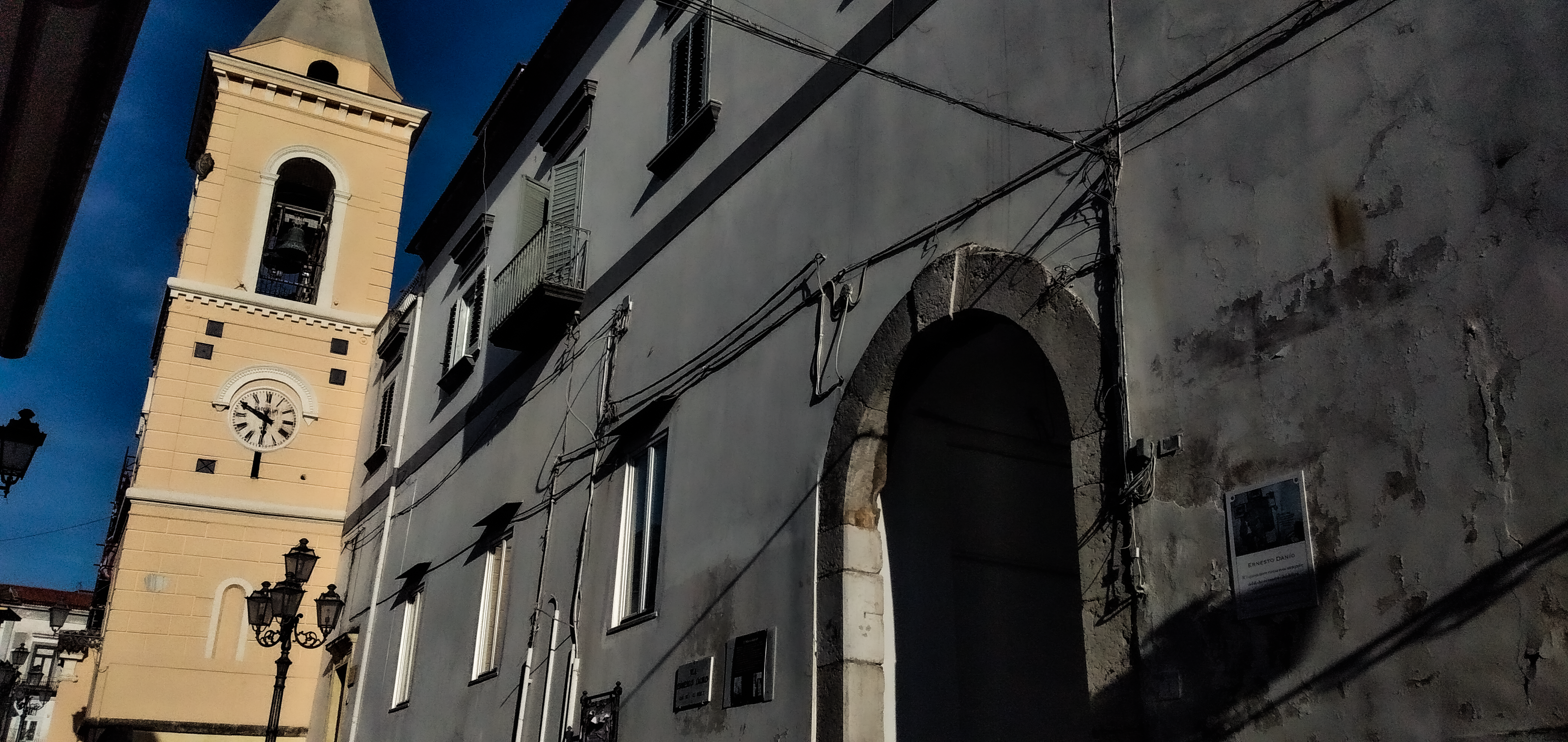
Il Palazzo Abbaziale

Originariamente fu parte integrante del Monastero di Sant'Egidio e, probabilmente, parte delle sue strutture murarie risalgono all'epoca della prima costruzione, che è databile tra l'VIII ed il IX secolo. Dal 1438, a seguito dell'assunzione del titolo di Abazia da parte dell'antico monastero, questo edificio diventò la residenza ufficiale degli Abati. In esso hanno dimorato figure come l'abate Giacomo Brusco (1527-1531) e i cardinali Ascanio Filomarino (1634-1660) e Giuseppe Renato Imperiali (1700-1721). Con l'Unità d'Italia parte dei beni ecclesiastici furono espropriati dallo Stato e venduti a privati, per questa ragione, nella seconda metà dell'Ottocento, il palazzo passò nella proprietà del notaio Giovanni Antonio Calabrese. Nel retrostante giardino, annesso alla Basilica, esiste ancora l'antico cellario.

## Altari presenti in Abbazia
- Altare di San Biagio e San Domenico;
- Altare della Madonna delle Grazie, tela di Nicola Malinconico del 1707;
- Altare di San Agnello e Santa Lucia, tela di Tommaso De Vivo del 1800;
- Altare della Sacra Famiglia, tela di Aniello De Tommaso del XVIII secolo;
- Altare Madonna del Rosario, Tela di Luca Giordano del XVII secolo;
- Altare di San Giacomo e S.Antonio, Tela di Nicola Malinconico(?);
- Altare delle Anime del Purgatorio, Tela di Angelo Solimena del 1671;
- Altare della Madonna della Consolazione;
- Altare dei SS.Cosma e Damiano, Tela di Aniello De Tommaso del 1771;
- Altare Martirio di Santa Caterina, tela di C.Martinetti(?);
- Grandioso Altare di San Nicola o Santissimo Sacramento, progetto di Francesco Solimena, tela di Giovan Antonio D'Amato del 1700.

## Chiesa Maria Santissima Delle Grazie

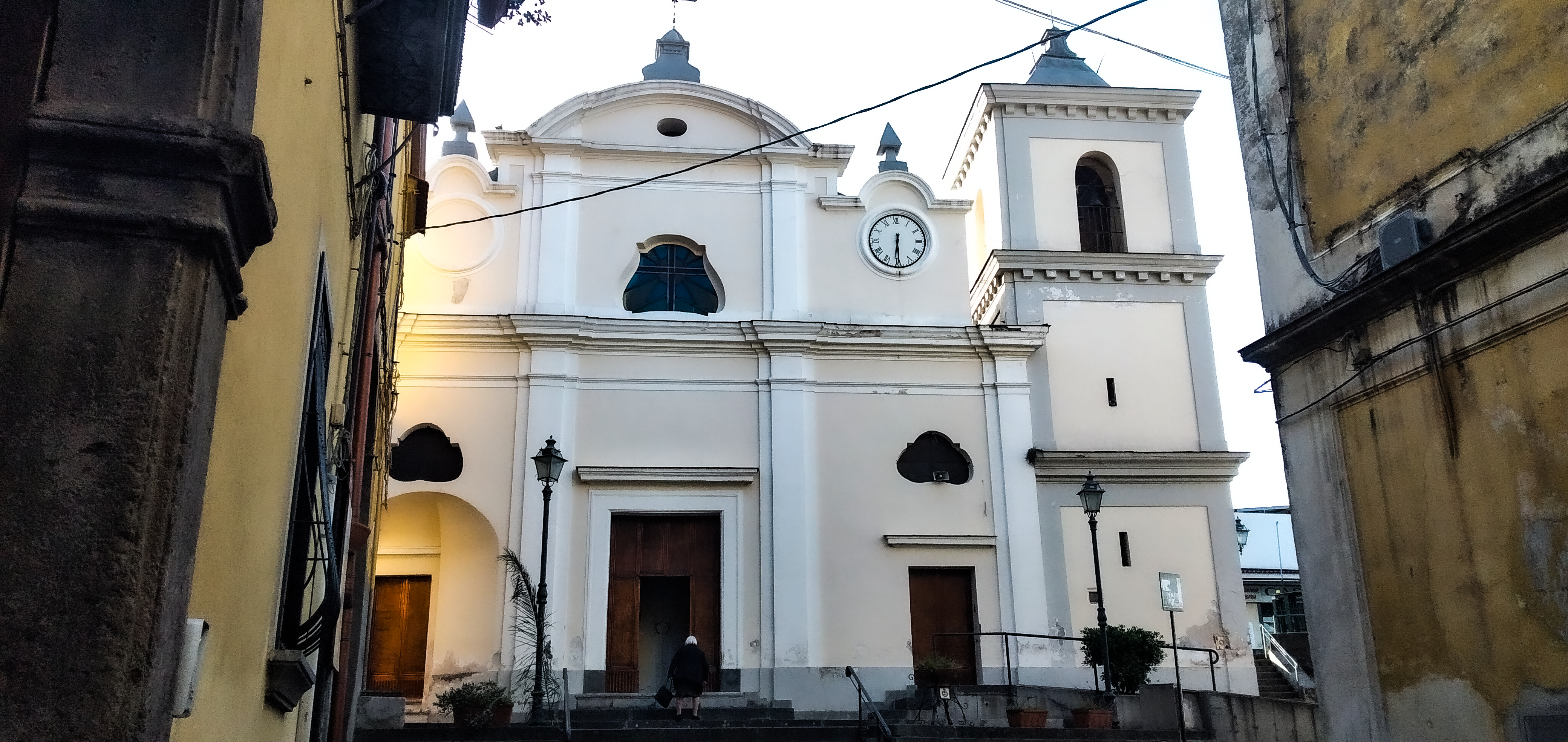
La chiesa

Fin dalla metà del Cinquecento si ha notizia dell'esistenza di una Cappella gestita dalla "Confraternita di S. Nicola e del Corpo di Cristo", una delle associazioni laico-religiose più antiche della Diocesi (anteriore al 1409) e proprietaria di un patrimonio immobiliare notevolissimo. 
Fu solo nel 1639 che, con riferimento a questa Cappella, si trova la dizione "Cappella di S.Maria delle Grazie", dovuta alla esistenza in essa di una immagine miracolosa della Madonna delle Grazie.
La chiesa è a tre navate, con quella centrale, chiusa da un'abside accennato con la statua della Madonna in trono, leggermente più lunga di quelle laterali, dove insistono due altari, dedicati a S.Aniello e a S. Lucia.
Nel tempio, che chiude fisicamente il borgo antico nella parte occidentale, tra le altre cose, si conservano ancora i bellissimi corpetti seicenteschi del busto della Madonna.

## Cronotassi Abati di Santa Maria Maddalena in Armillis
- Pietro †(1096-   )
- Leone †(1113-   )
- Sergio †(1231-   )
- Stabile †(1260-    )
- Benedetto †(1280-    )
- Nicola †(1405-    )
- Tommaso †(1438-    )
- Campanile Nicola †(1454-    )
- Riccio Alemanno	†(1455-1469)
- Leonardo †(1470-    )
- De Vito Damiano	†(1479-1481)
- Pisanello Giacomo †(1496-1511)

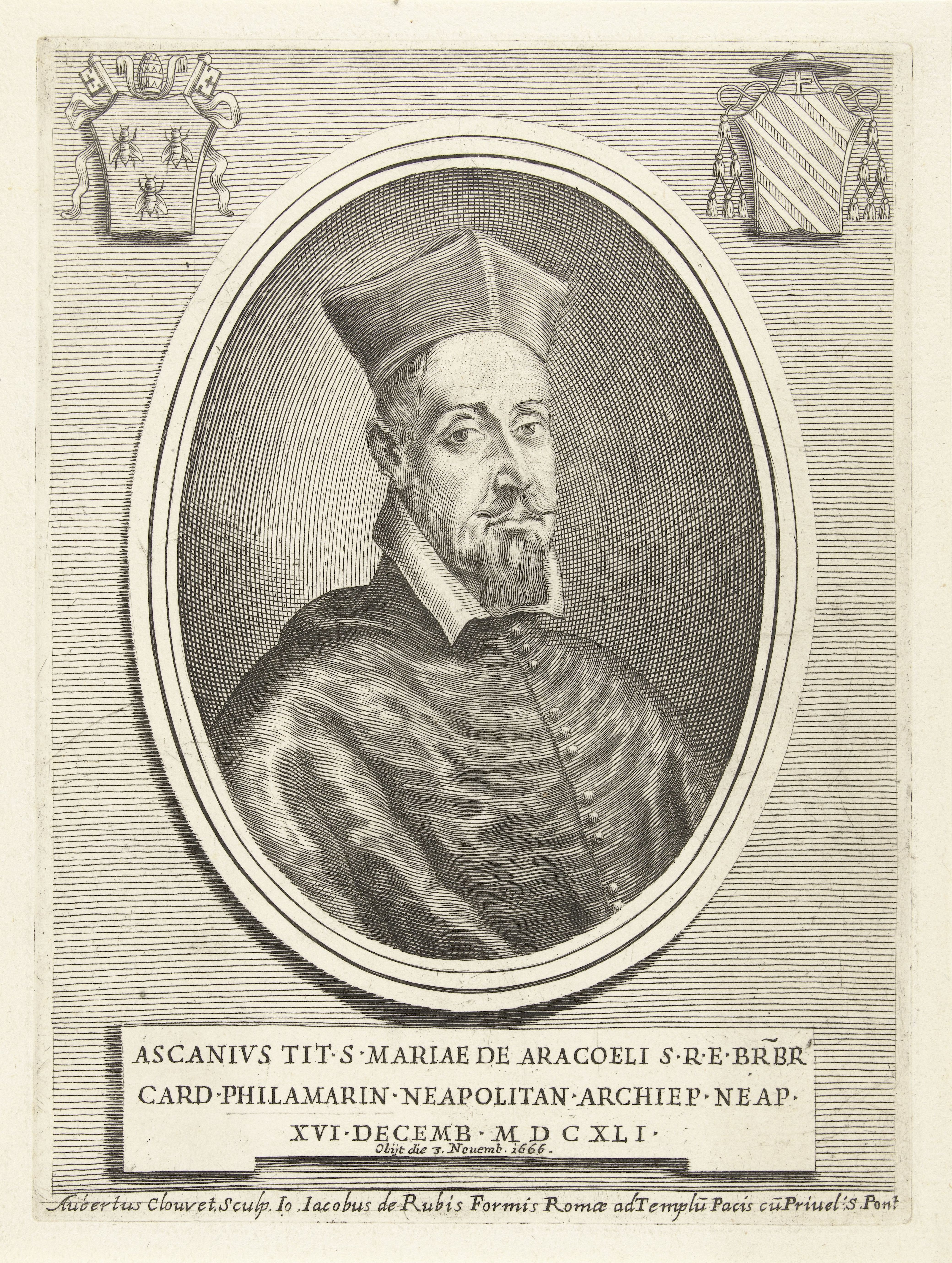
Ritratto del cardinale Ascanio Filomarino

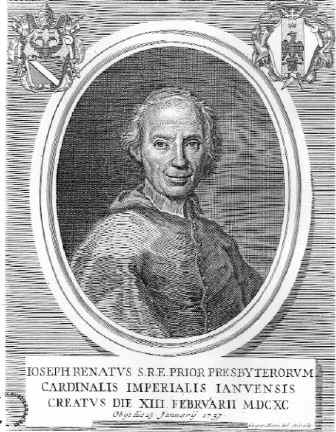
Ritratto del cardinale Giuseppe Renato Imperiali

- Brusco Giacomo	†(1513-1550) Abate della costruzione della nuova chiesa.
- Tancreda Tommaso †(1568-     )
- De Curte Mario	†(1570-    )
- De Sangro Alessandro †(1602-    )
- Ascanio Filomarino	†(1634-1941) Fu Arcivescovo di Napoli dal 1641 al 1666.
- Freccia Francesco Antonio †(1643-    )
- Filomarino Claudio †(1645-1660)
- Giuseppe Renato Imperiali †(1700-1737) fu uno dei candidati favoriti per l'ascensione al soglio pontificio, tanto che nel conclave, che si svolse nello stesso anno, ottenne ben 18 voti, ma [2] a causa della sua età avanzata (circa 80 anni) e dell'ostilità del re di Spagna, che pose il veto alla sua candidatura, non fu eletto.
- Amato Gaetano †(1739-1753)
- Stella Giuseppe	†(1757-    )
- De Vicariis Matteo † (    -    )
- Amato Marcello †(1763-1781)
- De Maio Giovanni †(1800-    )
- Imperato Nicola	†(1816-    )
- Ferraioli Raffaele †(1840-1888)
- Savino Luigi †(1893-1908)
- Ambrogio Ferraioli †(1908-1945)
- Ippollito Gaetano †(1946-1953)
- Natalino Terracciano †(1955-1993) ultimo Abate di Santa Maria Maddalena in Armillis.

## Rettori di Santa Maria Maddalena in Armillis
- Ferraioli Marco Antonio	†( ? -1527)
- Falcone Fiorillo †(1531- ? )
- Albanese Fiorillo †(1553-1567)
- Falcone Colangelo †(1567-1576)
- Luciano Antonio	†(1576-1581)
- Villano Giovan Battista	†(1582-1586)
- Falcone Michele	†(1591-1601)
- Ferraioli Gio.Andrea †(1606-1632)
- Caccano Carmine	†(1633-1635)
- Livorano Giovan Battista †(1636-1644)
- Ferraiolo Ambrogio †(1646-1681)
- Ferraioli Gio.Francesco	†(1683-1714)
- Ferraiolo Leonardo †(1715-1735)
- Ferraiolo Giuseppe Maria †(1735-1763)
- Ferrajolo Francesco †(1763-1779)
- Falcone Baldassarre †(1779-1787)
- Falcone Prospero †(1787-1800)
- Ferraioli Giuseppe †(1800-1819)
- Ferrajoli Diego	†(1820-1837)
- Abate Ferrajoli Raffaele †(1838-1892)
- Abate Savino Luigi †(1892-1908)
- Abate Ambrogio Ferraioli †(1908-1945)
- Abate Ippolito Gaetano †(1946-1953)
- Abate Natalino Terracciano †(1955-1993)
- Califano Vincenzo (1994-2005)
- Padovano Giovanni 	(2005-2006)
- Cirillo Alessandro (2006-2006) - Amministratore parrocchiale -
- Staiano Massimo  (dal 2006)